# Modou Barrow
Modou Secka Barrow (* 13. Oktober 1992 in Banjul) ist ein gambisch-schwedischer Fußballspieler.

## Karriere

### Verein
Barrow begann seine Karriere in seinem Heimatland Gambia bei Real de Banjul. Mit elf Jahren wanderte seine Familie nach Schweden aus, sodass er seine Fußballerkarriere dort fortsetzte.
Im Jahr 2014 wurde Barrow von englischen Scouts entdeckt und zur Saison 2014/15 von Swansea City verpflichtet. Nach kurzen Leihstationen bei Nottingham Forest, Blackburn Rovers und Leeds United wurde er innerhalb der Premier League von FC Reading verpflichtet.
Nach 77 Einsätzen und 14 Toren in der Premier League wechselte Barrow zum Süper-Lig-Aufsteiger Denizlispor. Hier konnte er sich einen Stammplatz sichern, den er jedoch aufgrund von Disziplinlosigkeit wieder verlor. Barrow kündigte seinen Vertrag während der COVID-19-Pandemie. Im Juli 2020 wechselte er nach Südkorea zum dortigen Meister Jeonbuk Hyundai Motors.

### Nationalmannschaft
Barrow wurde im Jahr 2015 erstmals für die gambische Fußballnationalmannschaft nominiert und für die Qualifikationsspiele des Afrika-Cups 2017 berücksichtigt.

## Erfolge
Jeonbuk Hyundai Motors
- Südkoreanischer Meister (2): 2020, 2021
- Südkoreanischer Pokalsieger (2): 2020, 2022

## Privates Leben
Barrow hat vier Brüder, mit denen er nach Schweden zu seinem Vater auswanderte, nachdem seine Mutter im Jahr 2003 in Gambia verstorben war.
Er besitzt die schwedische Staatsangehörigkeit und ist gläubiger Muslim. Mit seiner Frau hat er eine Tochter (Geburtsjahr 2014) und einen Sohn (2018).